# Jeugdparticipatie
Jeugdparticipatie is de participatie, dus een actieve betrokkenheid door jeugd en jongeren in zaken die anders alleen door volwassen worden geregeld, zoals het openbaar bestuur. Als bovenste leeftijdsgrens wordt doorgaans 20-25 jaar aangehouden.

## Begripsomschrijving
Jeugdparticipatie betekent het actief betrekken van kinderen en jongeren bij beslissingen over en vormgeving van de samenleving, gemeentelijk, provinciaal of landelijk beleid of welke instelling dan ook. Het impliceert het serieus nemen van kinderen en jongeren. Daarbij zijn verschillende vormen te onderscheiden, die elkaar kunnen aanvullen: structureel, projectmatig, beleidsmatig en uitvoerend.
R.A. Hart heeft een zogenaamde "Participatieladder" ontwikkeld, die de verschillende fasen beschrijven. Sindsdien zijn er meer ladders ontwikkeld.

## Jeugd- of jongerenraad
De bekendste vorm van jeugdparticipatie is de jeugd- of jongerenraad. In veel gemeenten bestaat er zo'n raad. Voorbeelden zijn de Jongerenraad van de gemeente Borsele en die van Veenendaal. Behalve de lokale jeugd- en jongerenraden zijn er een aantal provinciale jongerenraden en is er een Nationale Jeugdraad. Nederland kent ook jongerenvertegenwoordigers in organen van de VN en EU (via NJR). Aan een jongerenraad kan deelgenomen worden vanaf het eind van de basisschool qua leeftijd doorlopend tot de middelbare school en eerste studiejaren erna. De meeste raden lijken qua structuur op de gemeenteraad, weliswaar meestal zonder partijen. Georganiseerde politieke jongerenparticipatie vindt tevens plaats in de vorm van jongerenpartijen, zoals de ROOD, DWARS, Jonge Democraten, de Jonge Socialisten in de PvdA en de Jongerenorganisatie Vrijheid en Democratie, zelfstandige verwante organisaties van een landelijke politieke partij.

## Projectmatige participatie
- De Nederlandse Kinderjury is een vorm van participatie die eigenlijk meer lijkt op een peiling.
- Het kinderpersbureau is een beproefd voorbeeld van een projectmatige, uitvoerende vorm van participatie.
- MENES is een nieuw initiatief van de Gemeente Haarlemmermeer waarbij jongeren zelf aan zet zijn en zowel hun eigen ideeën kunnen uitwerken als betrokken worden bij gemeentelijk beleid op een leuke en toegankelijke manier.
- De NJR organiseert jaarlijks het nationale jeugddebat, waarvoor jongeren via provinciale voorrondes geselecteerd worden. De jongeren stellen vragen aan de minister(s) die met jeugdbeleid te maken hebben.
- Raaz is het jongerenparticipatieplatform van Zaanstad. Raaz geeft door wat jongeren te zeggen hebben, ondersteunt initiatieven en is een klankbord voor plannen en beleid van de gemeente Zaanstad.
- WhoZnext is een organisatie die jongeren stimuleert een sportactiviteit op te zetten.
- Populair onder gemeenten is ook de vorm, waarbij groepen kinderen - als partijen - zich hard maken voor een bepaald project. Het beste project wint het gereserveerde budget, dat het mogelijk maakt dit project te realiseren.

## Gemeentelijk beleid
Een jeugd- of jongerenraad wordt de laatste tijd meestal als onderdeel van gemeentelijk beleid ingesteld. Aanvankelijk waren er ook jongerenraden op initiatief van jongeren of het jongerenwerk. Voordeel van een door de gemeente ingestelde raad is dat deze jeugd- of jongerenraad ook erkend wordt als adviesorgaan. Ter ondersteuning van het jeugdbeleid wordt ook gebruikgemaakt van een jeugdpanel. Een meer passieve, doch informatieve vorm is een jeugdmonitor: een enquête onder jongeren. Verschillende organisaties ondersteunen jongeren bij het zelf doen van onderzoek. Daarbij wordt gebruikgemaakt van "peers", getrainde jongeren, die andere jongeren begeleiden. Voorbeelden zijn ProDemos, Huis voor democratie en rechtsstaat en het participatief jongerenonderzoek van Stichting Alexander.

## Andere vormen
Allereerst zijn er jongerenorganisaties zoals LAKS en Jongeren Milieu Actief. Jeugd- of jongerenparticipatie is verder ook mogelijk op school of in een instelling, zoals bij JPC De Sprengen. Beroemd is de Republiek der Kinderen, gesticht door Janusz Korczak. In de opvoeding spreekt men over participatief opvoeden: deze vorm bevindt zich tussen de democratische opvoedingsstijl en de autoritaire of autocratische.